# Joël Castonguay-Bélanger
 (juin 2021).
Joël Castonguay-Bélanger est un professeur et chercheur québécois, spécialisé en études littéraires. Il travaille principalement sur les rapports entre science et littérature au XVIIIe siècle et au début du XIXe siècle.

## Biographie
Né en 1977, il fait ses études de maîtrise à l’Université McGill (Montréal), où il dépose en 2002 un mémoire intitulé Les Tombeaux poétiques d’hommes de lettres (1550-1610). En 2007, il obtient son doctorat en cotutelle de thèse de l’Université de Montréal et de l’Université Paris-Sorbonne. Sa thèse, sous la direction de Benoît Melançon et de Michel Delon, s’intitule Les Écarts de l’imagination. Pratiques et représentations de la science dans le roman au tournant des Lumières (1775-1810).
Après des études postdoctorales à Stanford University, il est nommé professeur à l’Université de la Colombie-Britannique. Il y dirige le Department of French, Hispanic and Italian Studies.
Il est membre du Centre de recherche interuniversitaire en sociocritique des textes (CRIST).
Le livre qu’il a tiré de sa thèse, Les Écarts de l’imagination. Pratiques et représentations de la science dans le roman au tournant des Lumières, a reçu un accueil positif. Pour Maxime Prévost, « cet ouvrage offre véritablement le meilleur des deux mondes, à savoir les qualités caractéristiques de la critique à l’européenne, témoignant de vastes recherches sur  les documents d’époque, et celles de style nord-américain, opérant une véritable synthèse des travaux savants publiés sur un sujet donné au cours des dernières décennies » ; « le livre de Joël Castonguay-Bélanger relève du très grand art », conclut-il. Le compte rendu de Swann Paradis s’ouvre sur ces mots : « Ne dissimulons pas d'emblée tout le bien que nous pensons de ce livre magnifiquement écrit ». Malcolm Cook, enfin, parle de « fascinating study », de « careful analysis » et d’« original perspective ».

## Publications

### Livres

#### Étude
- Les écarts de l’imagination. Pratiques et représentations de la science dans le roman au tournant des Lumières, Montréal, Presses de l’Université de Montréal, coll. « Socius », 2008, 365 p. Ill.  (ISBN 978-2-7606-2117-6)

#### Édition de texte
- Voltaire à la radio canadienne. Textes de Louis Pelland présentés et annotés par Joël Castonguay-Bélanger et Benoît Melançon, Montréal, Del Busso éditeur, 2013, 87 p.  (ISBN 978-2-923792-40-8)

#### Numéro de revue
- Lumen. Travaux choisis de la Société canadienne d’étude du dix-huitième siècle. Selected Proceedings from the Canadian Society for Eighteenth-Century Studies, no XXXVI, 2017, 176 p. Avec Betty A. Schellenberg et Diana Solomon.  (ISSN 1209-3696)

### Articles et chapitres de livres (sélection)

#### Renaissance
- « L'Édification d'un Tombeau poétique : du rituel au recueil », Études françaises, vol. 38, no 3, 2002, p. 55-69.  (ISSN 0014-2085)  (ISBN 2-7606-2391-2)

#### XVIIIesiècle
- « L'auréole de l'homme de science dans les éloges académiques de Fontenelle », PFSCL, vol. XXIX, no 57, 2002, p. 347-360.
- « Le choix des sciences morales et politiques contre le désengagement des sciences expérimentales », dans Isabelle Brouard-Arends et Laurent Loty (dir.), Littérature et engagement pendant la Révolution française. Essai polyphonique et iconographique, Rennes, Presses universitaires de Rennes, coll. « Interférences », 2007, p. 109-118.  (ISBN 978-2-7535-0434-9)
- « Le sort de Galilée : Paul et Virginie et la théorie des marées de Bernardin de Saint-Pierre », Eighteenth-Century Fiction, vol. 20, no 2, hiver 2007-2008, p. 177-196.  (ISSN 0840-6286)
- « Histoire naturelle et surnaturelle : les profondeurs gothiques de la mine de sel », dans Catriona Seth (dir.), Imaginaires gothiques. Aux sources du roman noir français, Paris, Desjonquères, coll. « L’esprit des Lettres », 2010, p. 84-97.  (ISBN 9782843211249)
- « Justine et Juliette en Amérique ou les réécritures sadiennes du Nouveau monde », dans Adrien Paschoud et Alexandre Wenger (dir.), Sade : sciences, savoirs et invention romanesque, Paris, Hermann, « Collections de la République des lettres », 2012, p. 165-175.  (ISBN 9782705684051)
- « Comme un dindon à la broche. La campagne de Louis-Sébastien Mercier contre Newton », dans Katherine Astbury et Catriona Seth (dir.), Le tournant des Lumières. Mélanges en l’honneur de Malcolm Cook, Paris, Classiques Garnier, coll. « Rencontres », no 30, série « Le dix-huitième siècle », no 2, 2012.  (ISBN 978-2-8124-0508-2)
- « Le Dictionnaire des athées de Sylvain Maréchal. Bilan pour un nouveau siècle », dans Patrick Thériault et Jean-Jacques Hamm (dir.), Composer avec la mort de Dieu. Littérature et athéisme au XIXe siècle, Québec, Presses de l’Université Laval, 2014, p. 13-29.  (ISBN 978-2-7637-2025-8)
- « À l’ombre de Fontenelle. Dissémination du discours scientifique par la fiction au XVIIIe siècle », Littératures classiques, no 85, 2014, p. 171-187.  (ISSN 0992-5279)  (ISBN 978-2-200-92953-4)
- « Une icône en procès : à propos de quelques résistances tardives à Newton », dans Frédéric Charbonneau (dir.), La fabrique de la modernité scientifique : discours et récits du progrès sous l’Ancien Régime, Oxford, Voltaire Foundation, coll. « Oxford University Studies in the Enlightenment », no 3, 2015, p. 111-127.  (ISBN 978-0-7294-1161-5)
- « Sciences et techniques », dans Bronislav Baczko, Michel Porret et François Rosset (dir.), avec la collaboration de Mirjana Farkas et Robin Majeur, Dictionnaire critique de l’utopie au temps des Lumières, Chêne-Bourg (Suisse), Georg, 2016, p. 1213-1236.  (ISBN 978-2-8257-1033-3)
- « La cage et l’oiseau : proportions anatomiques et plaisirs libertins », dans Jacques Berchtold et Pierre Frantz (dirt.), L’atelier des idées. Pour Michel Delon, Paris, PUPS. Presses de l’université Paris-Sorbonne, coll. « Lettres françaises », 2017, p. 307-320.  (ISBN 979-10-231-0570-4)

## Distinctions
- 2008 - Bourse de recherche D.W. Smith de la Société canadienne d’étude du dix-huitième siècle
- 2008 - Prix de la meilleure thèse de la Faculté des études supérieures et postdoctorales de l’Université de Montréal dans le domaine des sciences humaines, arts et lettres
- 2008 - Prix de la meilleure thèse en cotutelle de thèse France-Québec décerné par le ministère des Relations internationales du Québec et par le Consulat général de France à Québec
- 2009-2010 - Mention honorable, prix Raymond-Klibansky de la Fédération canadienne des sciences humaines pour Les écarts de l’imagination. Pratiques et représentations de la science dans le roman au tournant des Lumières
- 2010 - Early Career Scholar, Peter Wall Institute for Advanced Studies, Université de la Colombie-Britannique

## Sources
- Michel Delon, « Histoire et histoire littéraire dans les travaux des jeunes chercheurs québécois », Revue d’histoire littéraire de la France, vol. 111, no 1, janvier 2011, p. 115-122.